# Nāgalāpuram
Nāgalāpuram är en ort i Indien.   Den ligger i distriktet Chittoor och delstaten Andhra Pradesh, i den södra delen av landet, 1 700 km söder om huvudstaden New Delhi. Nāgalāpuram ligger 71 meter över havet och antalet invånare är 11 166.
Terrängen runt Nāgalāpuram är platt österut, men västerut är den kuperad. Runt Nāgalāpuram är det tätbefolkat, med 276 invånare per kvadratkilometer. Närmaste större samhälle är Uthukkottai, 11,7 km sydost om Nāgalāpuram. Omgivningarna runt Nāgalāpuram är en mosaik av jordbruksmark och naturlig växtlighet.